# بلوار مرزداران

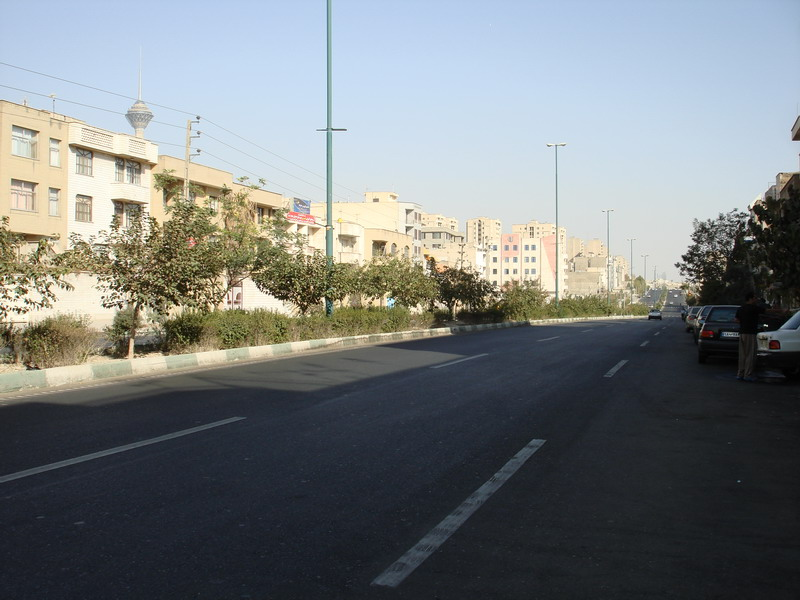
مسیر غرب به شرق بلوار مرزداران

بلوار مرزداران بلوار اصلی شهرک ژاندارمری (مرزداران) است به طول تقریبی ۴ کیلومتر که در شمال غرب شهر تهران واقع است. بخش مرکزی
این بلوار در ناحیه ۴ از  منطقه ۲ شهرداری تهران واقع است و بلواری شرقی - غربی است که بزرگراه شیخ فضل‌الله نوری را به بزرگراه اشرفی اصفهانی متصل می‌کند. بزرگراه آیت‌الله حکیم در شمال این بلوار و بزرگراه جلال آل احمد که در جنوب این بلوار قرار دارند از دیگر گذرگاه‌های شرقی-غربی موجود در نزدیکی این بلوار هستند. این بلوار مرز جداکننده دو محله ۱۶ و ۱۷ شهرداری تهران است. خیابان‌های اصلی آن دانش (آریافر)، ايثار، سرسبز، سپهر، اطاعتی، گلها، ۳۵ متری لاله و ناهید است.

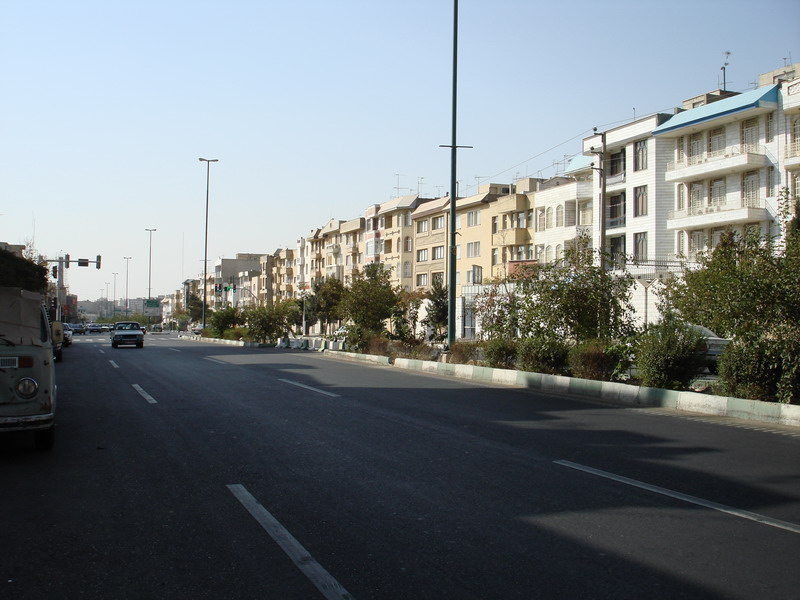
بلوار مرزداران و تقاطع دانش

بلوار مرزداران در طول مسیر ۴ کیلومتری خود به وسیله پل مرزداران از روی بزرگراه یادگار امام عبور می‌کند. این بلوار دارای ۲ تقاطع مهم به نام‌های ابوالفضل و دانش (آریافر) است.
شهرک آزمایش که اداره مرکزی راهنمایی و رانندگی تهران بزرگ در آن واقع است نیز در انتهای شرقی این بلوار قرار دارد.

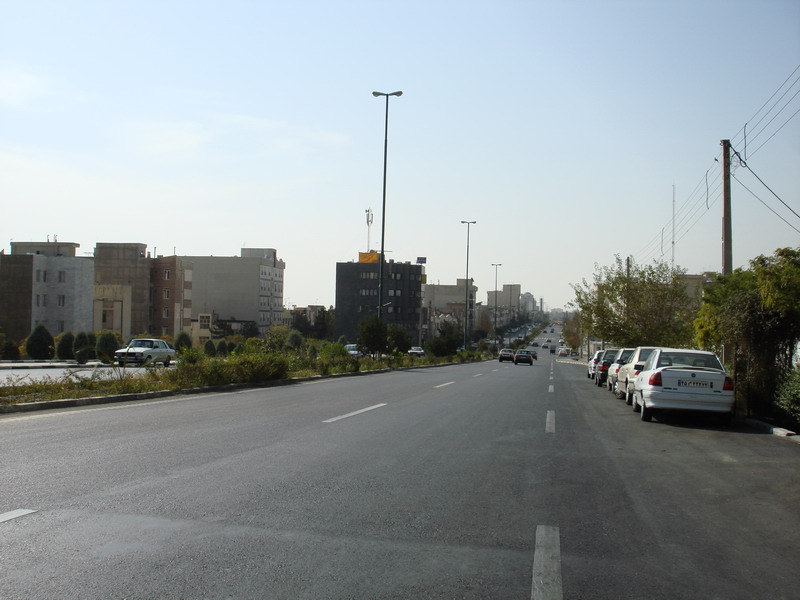
مسیر شرق به غرب بلوار مرزداران

بلوار مرزداران در حدود سال ۱۳۶۷ آسفالت گردید که در آغاز با نام بلوار شکوفه‌های انقلاب نام گذاری گردید ولی بعد از مدت کمی نام آن به مرزداران تغییر کرد.